# 주아르헨티나 한국문화원
주아르헨티나 한국문화원은 2006년 11월, 아르헨티나의 수도인 부에노스 아이레스에 중남미 최초로 설립된 한국문화원이다.